# Hangyafa

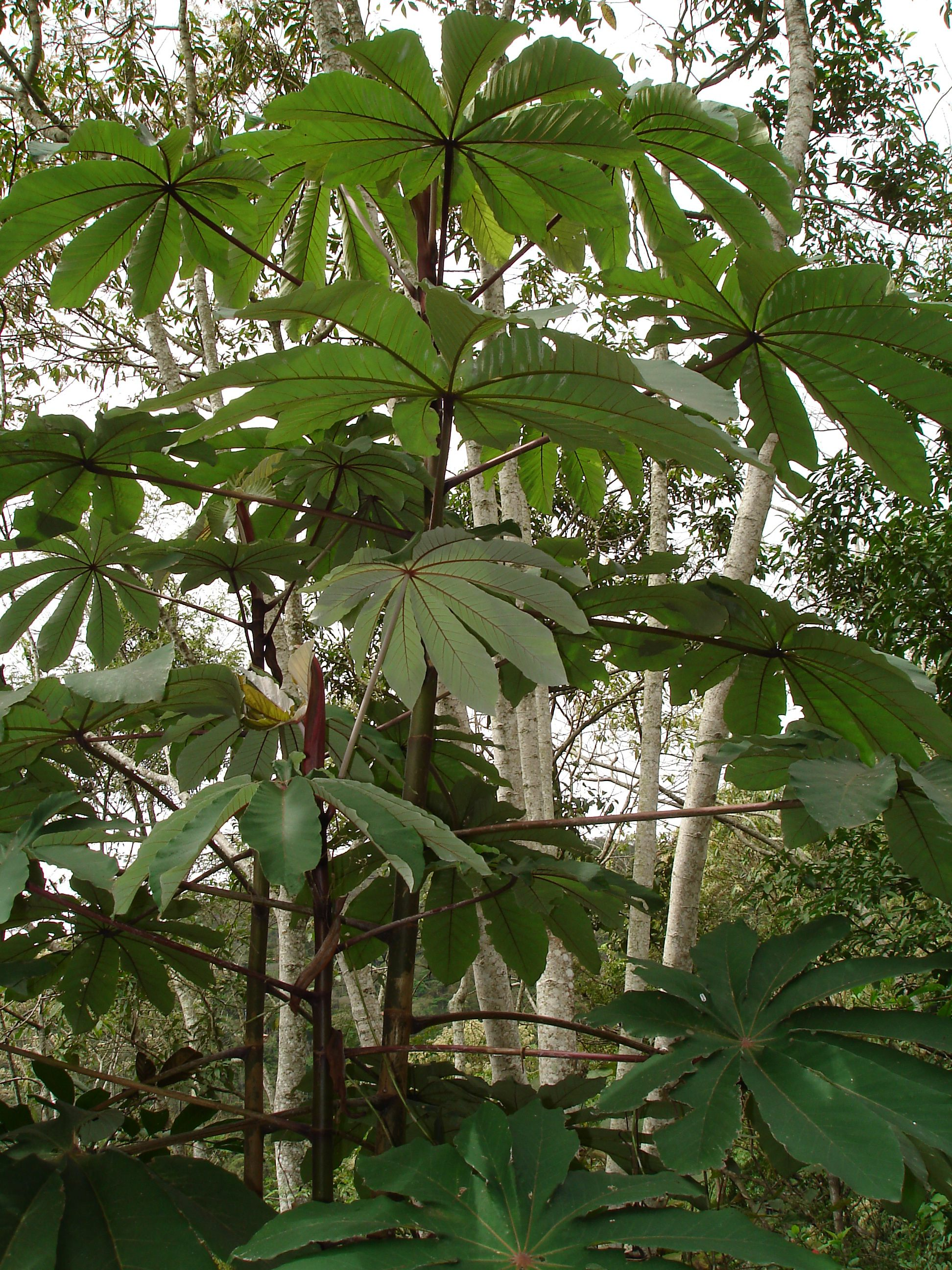
Cecropia glaziovii

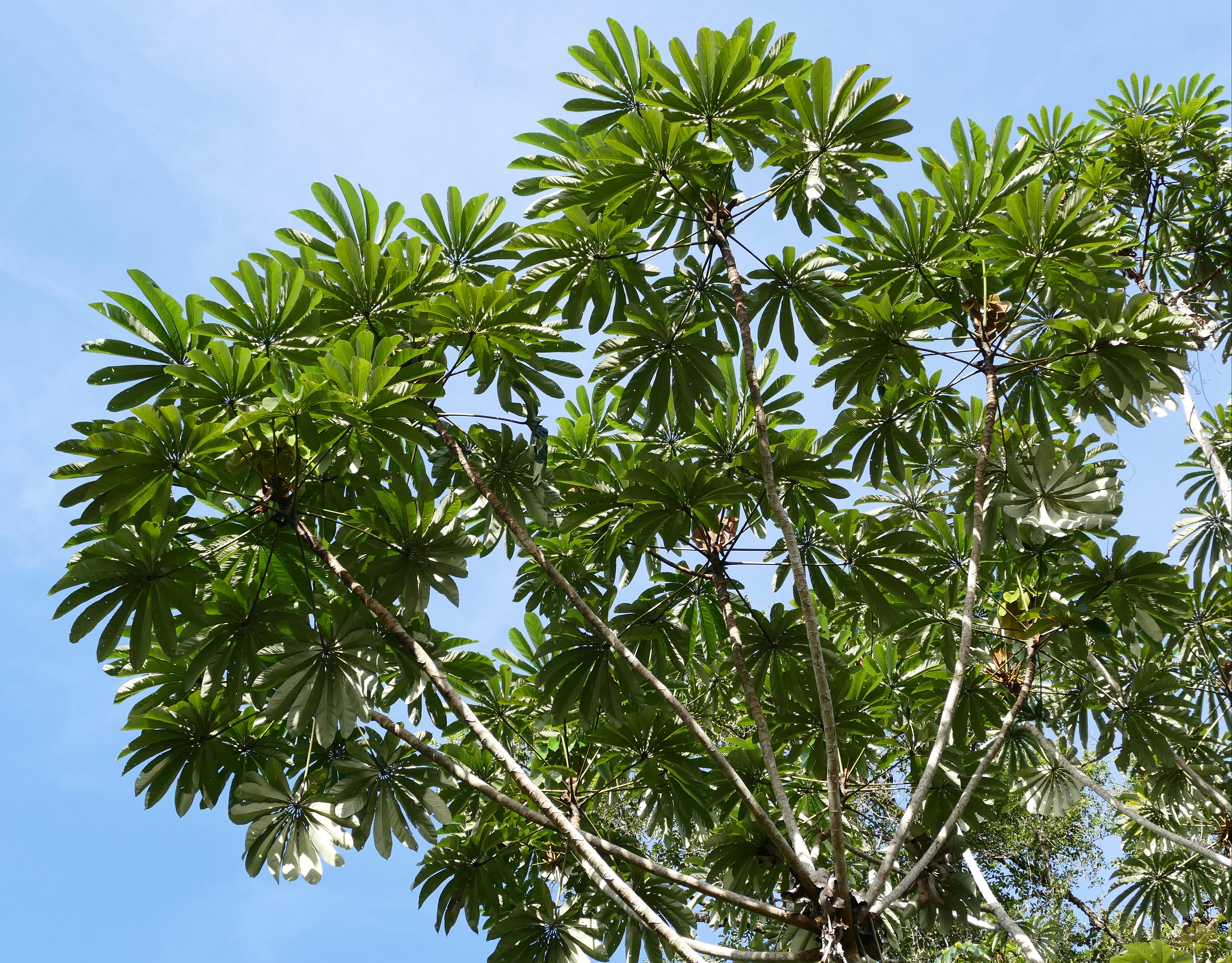
Cecropia sciadophylla

A hangyafa (Cecropia) a rózsavirágúak (Rosales) rendjében a csalánfélék (Urticaceae) családjának egyik nemzetsége több mint hatvan fajjal.

## Származása, elterjedése
Eredeti előfordulási területe az Amerikákban van. Megtalálható az Amerikai Egyesült Államok déli határától Közép-Amerikán és a Karib-térségen át Dél-Amerika legnagyobb részéig; csak Patagóniából, az Andokból és a hegylánc nyugati oldaláról hiányzik. Afrika néhány országába és Délkelet-Ázsiába, valamint Indonéziába betelepítették.

## Megjelenése, felépítése
Gyűrűs törzse magas. Törzse és ága is odvas, üreges. Apró virágai füzérvirágzatba állnak össze (Pallas).

## Életmódja, termőhelye
Neve arra utal, hogy ez a fa a a hangyakedvelő növények közé tartozik és eredeti élőhelyén az aztékhangyákkal (Azteca spp.)  él szimbiotikus kapcsolatban.
Az együttműködés részeként a fa hangyafészeknek kiválóan alkalmas üregeket alakít ki törzsében, és a hangyák ezekbe költöznek be — ez a jelenség a mürmekodomácia. A fa nemcsak fészkelőhelyet „kínál fel” a hangyáknak, de úgynevezett Müller-féle tápláléktestecskéket is (SZTE7).
„Cserébe” a hangyák megvédik a gazdanövényeiket azok különféle (főleg rovar-) kártevőitől és egyúttal átterelik utóbbiakat a gazdanövény kompetítoraira (versenytársaira). A 2020-as évek elején mutatták ki, hogy a hangyák emellett a fatörzs sérüléseit is befoltozzák, sokszorosára növelve a növényi szövetek regenerálódó képességét. Különösen akkor javítják aktívan a fa sebeit, ha utódaikat közvetlen veszélyben érzik. A kutatók úgy vélik, hogy ez a viselkedés eredetileg a lajhárok és hangyászok kártételei miatt alakulhatott ki — ezek az állatok ugyanis gyakran a hangyafák törzsén élesítik karmaikat, komoly sérüléseket okozva  (Landy).
Gyümölcse  a lajhárok fő tápláléka (Pallas).

## Felhasználása
Több faj borízú gyümölcse ehető. Fája rendkívül és könnyű, ezért tutajokat építenek belőle. Egyúttal nagyon puha is, ezért a hagyományos (kétféle fa összedörzsölésével végzett) indián tűzgyújtás egyik alapanyaga volt. Kérgéből cseranyagot főznek, hársa fonás-szövésre alkalmatos (Pallas)
A népi gyógyászatban a  guarumbo Cecropia obtusifolia és néhány más faj leveléből állítólag vérnyomáscsökkentő és egyéb célokra is használt teát főznek.

## Rendszertani felosztása
A 2020-as évek elejéig leírt 62 faj:
- Cecropia albicans Trécul
- Cecropia andina Cuatrec.
- Cecropia angulata I.W.Bailey
- Cecropia angustifolia Trécul
- Cecropia annulata C.C.Berg & P.Franco
- Cecropia bullata C.C.Berg & P.Franco
- Cecropia chlorostachya C.C.Berg & P.Franco
- Cecropia concolor Willd.
- Cecropia dealbata B.S.Williams
- Cecropia distachya Huber
- Cecropia elongata Rusby
- Cecropia engleriana Snethl.
- Cecropia ficifolia Warb. ex Snethl.
- Cecropia gabrielis Cuatrec.
- Cecropia garciae Standl.
- Cecropia glaziovii Snethl.
- Cecropia goudotiana Trécul
- Cecropia granvilleana C.C.Berg
- Cecropia herthae Diels
- Cecropia heterochroma C.C.Berg & P.Franco
- Cecropia hispidissima Cuatrec.
- Cecropia hololeuca Miq.
- Cecropia idroboi Cuatrec.
- Cecropia insignis Liebm.
- Cecropia kavanayensis Cuatrec.
- Cecropia latiloba Miq.
- Cecropia litoralis Snethl.
- Cecropia longipes Pittier
- Cecropia marginalis Cuatrec.
- Cecropia maxima Snethl.
- Cecropia megastachya Cuatrec.
- Cecropia membranacea Trécul
- Cecropia metensis Cuatrec.
- Cecropia montana Warb. ex Snethl.
- Cecropia multisecta P.Franco & C.C.Berg
- Cecropia mutisiana Mildbr.
- Cecropia obtusa Trécul
- guarumbo Cecropia obtusifolia Bertol.[2]
- Cecropia pachystachya Trécul
- Cecropia palmata Willd.
- Cecropia pastasana Diels
- ujjas hangyafa Cecropia peltata L. - típusfaj[3]
- Cecropia pittieri B.L.Rob. ex A.Stewart
- Cecropia plicata Cuatrec.
- Cecropia polystachya Trécul
- Cecropia purpurascens C.C.Berg
- Cecropia putumayonis Cuatrec.
- Cecropia reticulata Cuatrec.
- Cecropia sararensis Cuatrec.
- Cecropia saxatilis Snethl.
- Cecropia schreberiana Miq.
- Cecropia sciadophylla Mart.
- Cecropia silvae C.C.Berg
- sátonyfa Cecropia strigosa Trécul[4]
- Cecropia subintegra Cuatrec.
- Cecropia tacuna C.C.Berg & P.Franco
- Cecropia telealba Cuatrec.
- Cecropia telenitida Cuatrec.
- Cecropia ulei Snethl.
- Cecropia utcubambana Cuatrec.
- Cecropia velutinella Diels
- Cecropia virgusa Cuatrec.